# One Spring Night
One Spring Night (봄밤?, BombamLR lett. "Notte di primavera") è una serie televisiva sudcoreana andata in onda su MBC dal 22 maggio all'11 luglio 2019 e distribuita in italiano da Netflix.

## Trama
Lee Jung-in è una bibliotecaria, fidanzata da quattro anni con Kwon Ki-seok, banchiere che frequentava la stessa università di Yoo Ji-ho, farmacista e padre single.
Lee Jung-in e Yoo Ji-ho si incontrano una mattina, quando lei entra nella farmacia di Ji-ho alla ricerca di un medicinale per alleviare i sintomi della sbornia. Dopo aver consumato i medicinali che le ha preparato il farmacista, si ricorda di aver lasciato il proprio portafoglio a casa di un'amica. Ji-ho la rassicura dicendole che lo avrebbe ripagato in futuro e le presta dei contanti per prendere un taxi e recarsi sul posto di lavoro. I due si scambiano i numeri di telefono e iniziano a frequentarsi dal momento che Jung-in non riesce a smettere di pensare a lui, anche se impegnata in una relazione seria.
Ji-ho è da subito interessato a Jung-in e, quando lei fa ritorno alla farmacia per restituirgli ciò che gli doveva, le confessa di avere un interesse nei suoi confronti e di voler iniziare a frequentarla sul serio. Lei però rifiuta, dicendo che possono rimanere solo amici.
La tensione tra i due cresce sempre più, poiché per lui diventa sempre più complicato nascondere i propri sentimenti, mentre Jung-in rimane intrappolata nel dubbio, non sapendo quale strada scegliere.

## Personaggi

### Principali
- Lee Jung-in (35 anni), interpretata da Han Ji-min
Lavora come bibliotecaria. Ha due sorelle con cui mantiene un rapporto molto stretto. Sua sorella minore non approva il suo possibile matrimonio con Ki-Seok. Fatica a decidere quale strada percorrere, se continuare a stare con il suo attuale fidanzato, o scegliere l'amore che ha sempre sognato.[1]
- Yoo Ji-ho (35 anni), interpretato da Jung Hae-in
Lavora come farmacista. Al college ha conosciuto la madre di suo figlio, che li ha abbandonati una volta portata a termine la gravidanza per fuggire in un altro paese. Vive in uno stato costante di insicurezza, ma sembra rinascere una volta incontrata Jung-in.[2]
- Kwon Ki-seok (38 anni), interpretato da Kim Jun-han
Lavora come banchiere e viene da una famiglia benestante. Molto competitivo e intuitivo, inizia a capire che la sua relazione con Jung-in si dirige verso la sua fine, ma rimane convinto di essere in grado di rimediarvi.[3]

### Secondari
- Lee Seo-in (36 anni), interpretata da Lim Seo-in
Sorella maggiore di Jung-in, lavora come annunciatrice televisiva. È la rappresentazione della figlia perfetta ed è riuscita a soddisfare le aspettative dei suoi genitori. Comincia a pentirsi del suo matrimonio e inizia a lavorare al suo riscatto.[4]
- Lee Jae-in (30 anni), interpretata da Joo Min-kyung
Sorella minore di Jung-in, è uno spirito libero. È stata cresciuta con meno aspettative dei suoi genitori sulle sue spalle ma sostiene in pieno le decisioni delle sue sorelle di voler cambiare vita, non approvando i loro compagni attuali.[4]
- Lee Tae-hak (61 anni), interpretato da Song Seung-hwan
Padre di Jung-in e preside di una scuola superiore. Al lavoro sembra un uomo umile, ma a casa si comporta da despota. Vuole a tutti i costi che le figlie si sposino con uomini di successo.[4]
- Sin Hyung-son (60 anni), interpretata da Kil Hae-yeon
Madre di Jung-in. Ha sempre sognato un matrimonio di amore, ma i suoi genitori la costrinsero a sposare suo marito che era un insegnante. Lotta per far sì che questo non sia lo stesso destino delle sue figlie.[4]
- Nam Si-hoon (40 anni), interpretato da Lee Moo-saeng
Marito di Seon-in e proprietario di uno studio dentistico. Arrogante e meschino, gli importa solo delle apparenze, e in privato si comporta male con la moglie.[4]
- Song Young-joo (35 anni), interpretata da Lee Sang-hee
Collega di Jung-in e sua migliore amica. All'apparenza sembra fredda, ma tiene molto alla sua amica. Molto intuitiva e reattiva, non è propensa al matrimonio a causa di amori passati finiti male.[5]
- Oh Ha-rin (30 anni), interpretata da Yoon Sul[5]

- Yoo Nam-soo (62 anni), interpretato da Oh Man-sook
Padre di Ji-ho, si occupa della lavanderia di famiglia. È un lavoratore diligente e un uomo paziente. Preoccupato per la vita di suo figlio abbandonato dalla ragazza, beve soju di nascosto alla moglie.[6]
- Ko Seok-hee (58 anni), interpretata da Kim Jung-young
Madre di Ji-ho, si occupa anche lei della lavanderia di famiglia. Non ha avuto una grande istruzione ma è molto abile e saggia. Ha aiutato il figlio quando ha avuto difficoltà a superare la rottura con la madre di Eun-Woo.[6]
- Yoo Eun-woo (6 anni), interpretato da Ha Lee-a
Figlio di Ji-ho, avuto da una relazione passata. È un bambino molto sensibile e che tiene molto a suo padre.[6]
- Wang Hye-jung (40 anni), interpretata da Seo Jung-yeon
Lavora come farmacista con Ji-ho e gli è molto affezionata. Conosce la sua situazione e lo considera come suo fratello minore.[7]
- Lee Ye-seul (23 anni), interpretata da Lee Yoo-jin
Lavora part-time nella stessa farmacia di Ji-ho e Hye-jung[7]
- Choi Hyun-soo (35 anni), interpretato da Lim Hyun-soo
Amico di Ji-ho, lavora come vicedirettore nella stessa banca di Ki-seok. Molto gentile ed estroverso, spesso causa guai, ma in buona fede, perché parla troppo.[7]
- Park Young-jae (35 anni), interpretato da Lee Chang-hoon
Amico di Ji-ho, studia per passare un test. È posato e gentile, riconosce bene il giusto e lo sbagliato.[7]

- Kwon Young-guk (65 anni), interpretato da Kim Chang-wan
Padre di Ki-seok e direttore del liceo dove lavora il padre di Jung-in. È un uomo estremamente individualista e ha condotto i suoi affari non volendo che i suoi figli si intromettessero. Non è interessato tanto al matrimonio di suo figlio quanto al fare rimanere il padre di Jung-in all'interno della sua fondazione.

## Episodi
| Episodio | Data           | TNmS                | AGB                 | AGB                         |
| Episodio | Data           | A livello nazionale | A livello nazionale | Area metropolitana di Seoul |
| -------- | -------------- | ------------------- | ------------------- | --------------------------- |
| 1        | 22 maggio 2019 |                     | 3,9%                |                             |
| 2        | 22 maggio 2019 | 6,2%                | 6,0%                | 7,0%                        |
| 3        | 23 maggio 2019 | 4,5%                | 5,6%                | 6,3%                        |
| 4        | 23 maggio 2019 | 6,1%                | 4,0%                |                             |
| 5        | 20 maggio 2019 |                     | 4,0%                |                             |
| 6        | 29 maggio 2019 | 5,9%                | 6,1%                | 7,1%                        |
| 7        | 30 maggio 2019 |                     | 4,4%                |                             |
| 8        | 30 maggio 2019 | 5,8%                | 6,4%                | 7,4%                        |
| 9        | 5 giugno 2019  |                     | 4,5%                | 5,5%                        |
| 10       | 5 giugno 2019  | 5,9%                | 6,5%                | 7,9%                        |
| 11       | 6 giugno 2019  | 5,9%                | 6,8%                | 8,0%                        |
| 12       | 6 giugno 2019  | 7,3%                | 8,4%                | 9,8%                        |
| 13       | 12 giugno 2019 |                     | 5,1%                | 5,5%                        |
| 14       | 12 giugno 2019 | 5,9%                | 7,0%                | 7,6%                        |
| 15       | 13 giugno 2019 | 6,0%                | 5,4%                | 5,8%                        |
| 16       | 13 giugno 2019 | 7,1%                | 7,0%                | 7,6%                        |
| 17       | 19 giugno 2019 | 5,4%                | 5,0%                | 75,9%                       |
| 18       | 19 giugno 2019 | 7,7%                | 8,1%                | 9,4%                        |
| 19       | 20 giugno 2019 | 5,6%                | 6,1%                | 7,3%                        |
| 20       | 20 giugno 2019 | 7,6%                | 7,7%                | 8,9%                        |
| 21       | 26 giugno 2019 | 5,8%                | 6,0%                | 6,7%                        |
| 22       | 26 giugno 2019 | 7,8%                | 7,9%                | 8,9%                        |
| 23       | 27 giugno 2019 | 6,0%                | 6,0%                | 6,7%                        |
| 24       | 27 giugno 2019 | 7,3%                | 8,0%                | 8,9%                        |
| 25       | 3 luglio 2019  |                     | 5,5%                | 6,4%                        |
| 26       | 3 luglio 2019  | 7,1%                | 7,8%                | 9,2%                        |
| 27       | 4 luglio 2019  | 5,1%                | 6,0%                | 6,9%                        |
| 28       | 4 luglio 2019  | 6,9%                | 7,9%                | 9,0%                        |
| 29       | 10 luglio 2019 | 5,8%                | 6,2%                | 7,7%                        |
| 30       | 10 luglio 2019 | 7,4%                | 8,0%                | 9,5%                        |
| 31       | 11 luglio 2019 | 6,0%                | 7,4%                | 8,7%                        |
| 32       | 11 luglio 2019 | 7,5%                | 9,5%                | 10,8%                       |

## Colonna sonora
L'album integrale della colonna sonora di One Spring Night è stato pubblicato l'11 luglio 2019, ed è composto da 8 brani.
1. No Direction - Rachael Yamagata
2. Spring Rain - Oscar Dunbar
3. Is It You - Rachael Yamagata
4. Spring Night - Carla Bruni
5. We Could Still Be Happy - Rachael Yamagata
6. Rain on leaves - Kevin Salem
7. Mixed Emotions - Lee Nam-yeon
8. Grief - Lee Nam-yeon